# 名古屋市立太子小学校
名古屋市立太子小学校（なごやしりつ たいししょうがっこう）は、愛知県名古屋市緑区太子2丁目にある公立小学校。

## 概要
- 姥子山3丁目の一部、姥子山4.5丁目、境松1・2丁目、太子1丁目の一部、太子2・3丁目、大将ケ根1・2丁目などが通学区域であり、公立中学校の進学先は名古屋市立東陵中学校である[1]。

## 沿革
- 1971年（昭和46年）4月 - 大将ヶ根に名古屋市立東丘小学校の分校として設置される。
- 1973年（昭和48年）
  - 4月1日 - 名古屋市立太子小学校として独立し、開校する。
  - 11月7日 - 体育館が完成する。

## 交通アクセス
- 名鉄名古屋本線中京競馬場前駅下車、徒歩約10分。
- 名古屋市営バス【有松11系統】【鳴子12号系統】「太子」バス停より徒歩約2分。

## 周辺施設
- 中京競馬場
- 名鉄名古屋本線中京競馬場前駅